# Zonsverduistering van 12 september 2072

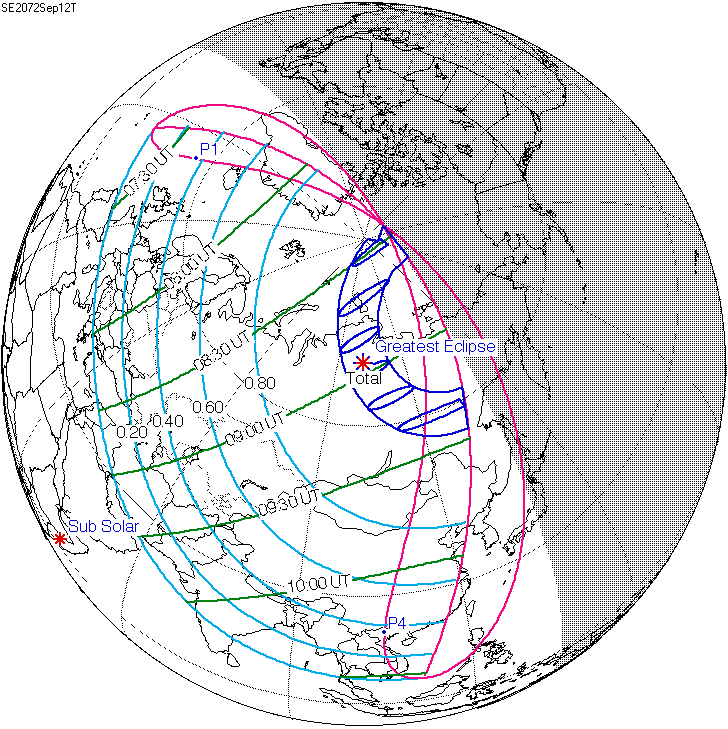
De zonsverduistering is te zien tussen de blauwe lijnen.

De totale zonsverduistering van 12 september 2072 trekt veel over zee, maar is achtereenvolgens te zien in deze zes Russische deelgebieden: Krasnojarsk, Jakoetië, Irkoetsk, Zabajkalski, Amoer en Chabarovsk.

## Lengte

### Maximum
Het punt met maximale totaliteit ligt in Krasnoyarsk tussen de plaatsen Katyryk en Essey en duurt 3m12,9s.

### Limieten
| Fenomeen                    | Code | Tijdstip UTC |
| --------------------------- | ---- | ------------ |
| Eerste contact bijschaduw   | P1   | 06:54:56.3   |
| Eerste contact kernschaduw  | U1   | 08:26:40.0   |
| Kernschaduw compleet vanaf  | U2   | 08:37:58.5   |
| Bijschaduw compleet vanaf   | P2   | Niet         |
| Maximum eclips              | GE   | 08:57:03.3   |
| Bijschaduw compleet t/m     | P3   | Niet         |
| Kernschaduw compleet t/m    | U3   | 09:16:31.9   |
| Laatste contact kernschaduw | U4   | 09:27:48.9   |
| Laatste contact bijschaduw  | P4   | 10:59:26.2   |